# Manuel Senante y Martínez
Manuel Senante y Martínez (castellà: Manuel Senante Martínez)  (Alacant, 1873 - Madrid, 1959) fou un polític valencià, fill de Manuel Senante Llaudes.
Estudià dret a la Universitat de Barcelona i després a la de Madrid. El 1897 va treballar com a advocat i periodisme a Alacant, on fou també jutge municipal i s'afilià al Partit Conservador on el seu oncle Antonio Martínez Torrejón destacava, del que dirigí el seu òrgan La Monarquia. El 1905, però, es va passar al Partit Integrista i fundà La Voz de Alicante, que va donar suport a la Solidaritat Alacantina el 1907. També va donar suport la Lliga Catòlica i en fou candidat pel districte d'Oriola a les eleccions de 1903. El 1905 va succeir Ramón Nocedal com a director d'El Siglo Futuro (òrgan del tradicionalisme) a Madrid, i el 1907 presidí el Cercle Obrer d'Acció Catòlica d'Alacant.
Fou elegit diputat pel districte d'Azpeitia (Guipúscoa) pel Partit Integrista a les eleccions generals espanyoles de 1907, escó que va revalidar a les eleccions de 1910, 1914, 1916, 1918, 1919, 1920 i 1923. Les Diputacions del País Basc el van nomenar representant seu a Madrid per a defensar els seus interessos. Als plens de 1918 i 1919 defensà la proposta d'autonomia basca amb Manuel Chalbaud Errazquin, alhora que exigia mà dura contra els condemnats per la vaga general de 1917, com ja ho havia fet a la mort de José Canalejas. També col·laborà amb la Societat d'Estudis Bascos i demanà el bilingüisme al País Basc.
En proclamar-se la Segona República Espanyola va perdre el seu escó i no fou escollit. Tot i mantenir-se lligat al carlisme com a membre de la Junta Suprema Tradicionalista, va formar part de l'executiva d'Acció Popular, creada el 1931 per Ángel Herrera Oria. Fou candidat del Bloc Agrari Antimarxista per Alacant a les eleccions de 1933, però en fou exclòs a la segona volta després d'un acord amb el partit de Lerroux. A les eleccions de 1936 es presentà novament en una Candidatura Antirevolucionària amb José Antonio Primo de Rivera però també en fou exclòs a última hora, i es presentà finalment per la Comunió Tradicionalista, però no fou escollit. L'esclat de la guerra civil espanyola el va sorprendre a València, d'on aconseguí fugir amb ajut d'una ambaixada. S'establí a Vitòria, on fou representant del tradicionalisme a la Junta de Burgos.
Després de la guerra no acceptà el Decret d'Unificació de la FET de las JONS, però continuà sent membre del consell de Comunió Tradicionalista i de la Junta Central d'Acció Catòlica. També fou vocal de l'Institut de Reformes Socials, conseller de l'Institut Nacional de Previsió i advocat del Tribunal de la Rota.